# 톰과 제리 (1989년 비디오 게임)
《톰과 제리》(영어: Tom & Jerry)는 1989년에 출시된 매직 바이트의 비디오 게임이다.